# Ратнер, Григорий Яковлевич
Григорий Яковлевич Ратнер (17 января 1948, Тбилиси, Грузинская ССР, СССР — 2 сентября 2020, Москва) — российский и израильский журналист, деятель советского телевидения, стоявший у истоков российского телевещания .

## Биография
В семье Якова Григорьевича Ратнера и Татьяны Давидовны Борховик (Кринской, уроженки Тифлиса) 17 января 1948 года в городе Тбилиси Грузинской ССР родился сын, названый Григорием. Детство мальчика прошло в доме прадедушки и прабабушки: мещанина-мокалаке, доктора-дантиста Мотеля (впоследствии — Марка) Соломоновича Кринского (род. в 1871 г., выходцы из города Кременчуг с 1819 года, из семьи еврейских ремесленников — военных портных, державших пошивочную мастерскую с эполетчиками в Тифлисе) и его супруги Анны Евсеевны Бунимович.
В этом же доме на Головинском проспекте жил сын известного художника Мосе (Моисея) Тоидзе, Ираклий Тоидзе, автор знаменитого плаката «Родина-мать зовёт!». Известны два портрета Гриши того времени, выполненные рукой Ираклия.
В 1956 году Григорий окончил математическую школу с серебряной медалью и музыкальную школу. В 1966-1970 годах учился во Всероссийском государственном институте кинематографии им. С. В. Герасимова по специальности экономика и организация кино и телевидения.
В 1971—1976 годах, одновременно с работой, молодой специалист учился в Тбилисском государственном университете на факультете журналистики. В 1970-е началась его карьера на телевидении.
Супруга Елена Цирульникова вспоминает:
«Когда он [Григорий] узнал, что у [первой] жены Анны Ратнер рак, он бросил здесь всё: карьеру, должность, забрал всех и перевез в Израиль. Ей было всего 46 лет. Здесь, в России ей давали совсем небольшой срок, а в Израиле она прожила еще шесть лет».
.
В последние годы жизни Григорий Ратнер страдал от тяжелой болезни – бокового амиотрофического склероза (БАС) и стал подопечным фонда «Живи сейчас». Первый канал помогал семье на всем пути развития болезни. Также лично поддержали Олег Добродеев и Дмитрий Киселёв. 2 сентября 2020 года у Григория Яковлевича остановилось сердце. Похоронен в Москве, на Троекуровском кладбище на Участке № 27 аллеи адмиралов, памятник с эпитафией — отрывком из его собственных стихов «Душа не плачет...».

### Семья

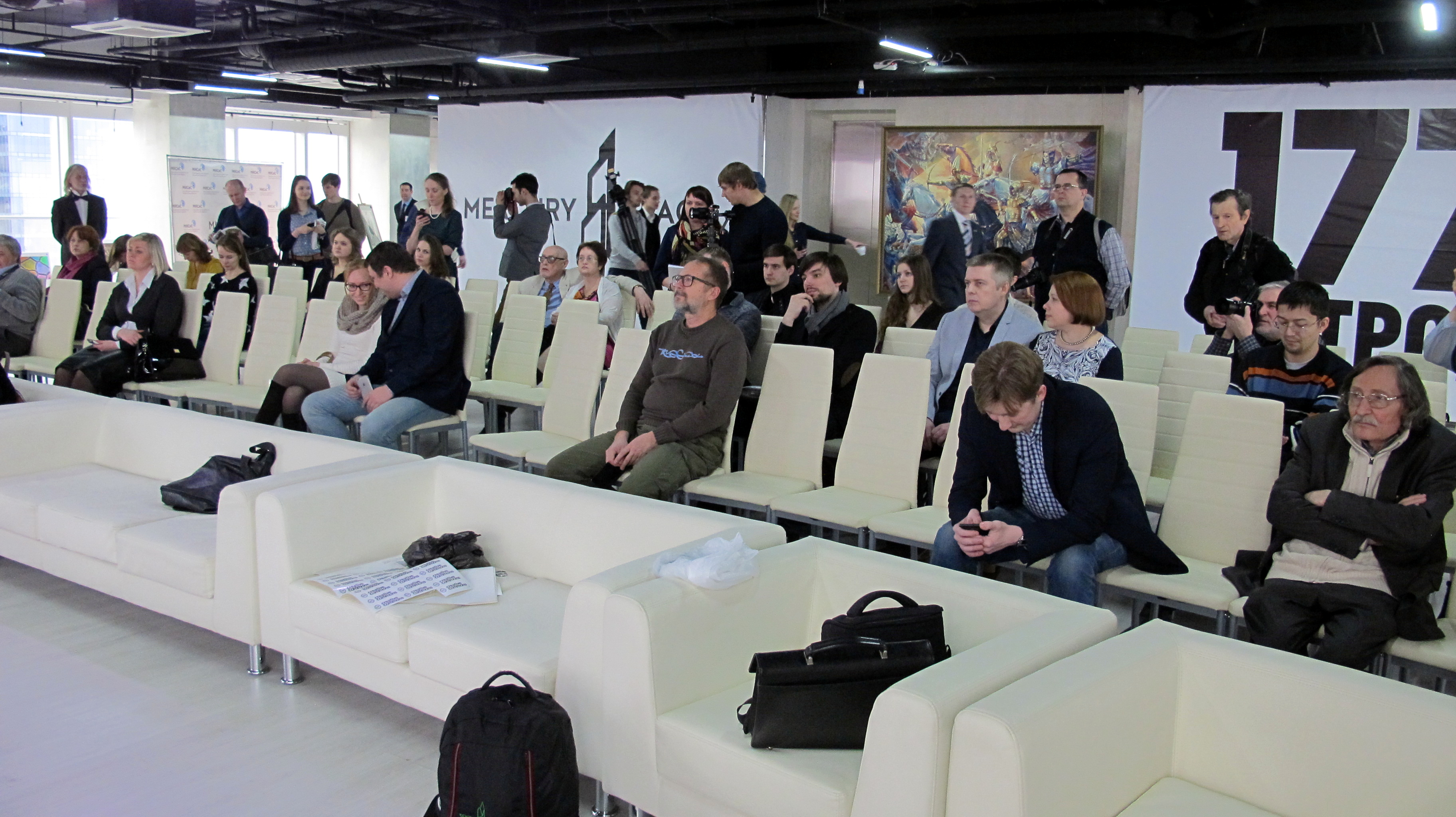
Григорий Ратнер вместе с супругой Еленой Цирульниковой на церемонии награждения международного фотоконкурса научных фотографий ESPC-2015 (Вики-наука)

Первая супруга — Анна Ратнер (дев. Лейбчик). Дочери — Елена и Вероника.
Вторая супруга — Елена Цирульникова. Сын от первого брака — Александр.
Отец — Яков Григорьевич Ратнер. Мать — Татьяна Давидовна Борховик (Кринская).
Тётя — Мира Григорьевна Ратнер — режиссер, Заслуженный деятель искусств СССР, любимая ученица театрального режиссера Юрия Завадского.  Поставила спектакль для выпускницы Маргариты Тереховой.

## Работа на телевидении
Григорий Яковлевич стоял у истоков становления современного вещания. На телевидение пришёл в 1970 году и стал автором ряда передач Грузинского телевидения, где работал в 1970—1981 годах в Тбилиси, начиная с должности старшего администратора студии телевизионных фильмов и заканчивая должностью заместителя главного редактора центра социологических исследований, был помощником председателя комитета по телевидению и радиовещанию Грузии Нугзара Попхадзе.
Нугзар Попхадзе пишет:
«Многие грузинские тележурналисты помнят Гришу Ратнера — замечательного человека, достойного гражданина, высокого профессионала».
С 1981 года Г. Я. Ратнер занял должность заместителя директора Грузинского телевидения. В мае 1981 года Тбилиси посетила делегация телевидения СССР во главе с Л. И. Брежневым, которую принимал Григорий Яковлевич по поручению Н. Попхадзе. С этого же года он поступил на работу в Гостелерадио СССР и прошёл путь с должности старшего редактора до начальника отдела подготовки и выпуска радиопрограмм «Всесоюзного фонда телевизионных и радиопрограмм».
В ноябре 1988 года назначен редактором-консультантом Главной редакции информации Центрального телевидения СССР, впоследствии став заведующим производственным отделом. С июня 1990 года стал ответственным секретарем этой редакции, стажировался в CNN International professional program. С июня 1991 года, под руководством Э. М. Сагалаева, создавшего телевидение с очень высокой степенью зрительского доверия, Григорий Ратнер работал заместителем директора Дирекции производства и финансирования программ студии информационных программ телевидения Всесоюзной государственной телевизионной и радиовещательной компании. С ноября 1991 по май 1992 года исполнял обязанности заместителя главного редактора Информационного Телевизионного Агентства (ИТА). В марте 1992 года стал руководителем программы «Утро».
Лариса Вербицкая вспоминала:
«Столько творческих сил он вложил в новую по телевизионной стилистике в то время утреннюю информационно-развлекательную программу! Он заложил мощный фундамент утреннего эфира…».

### ГКЧП
19 августа 1991 года программу «Время» готовили О. В. Какучая, О. К. Точилин, С. Медведев, В. Королёв, Н. Скалова, Н. Шахова, С. Горячёв, а Григорий Ратнер — как дежурный выпускающий редактор, который и принял главное решение: дать материал «как есть»: программа «Время» не поддержала ГКЧП. Тогда всем запомнились дрожащие руки Г. И. Янаева: на крупный план их вывел режиссер трансляции А. Цыварев, при этом эфирный режиссер в «Останкино» Елена Поздняк не вырезала эти кадры из телеверсии.

### Зарубежное вещание
В 1993 году Г. Я. Ратнер направляется в командировку в Израиль в должности заместителя главного редактора ИТА РГТРК «Останкино». Совместно с руководителем израильского Иновещания Шмуэлем Бен-Цви добился от кабельных сетей Израиля оплаты «Останкино» за вещание программ «1-го канала Останкино». В дальнейшем в Израиле была создана вещательная сеть YES.
В 1995 году Григорий Ратнер работал заместителем главного продюсера международной версии Общественного российского телевидения (ОРТ), в возникновении которого участвовал Б. А. Березовский. Российские власти придавали огромное значение этому вещанию.
С 2001 года Григорий Яковлевич Ратнер был штатным представителем АО «Первый канал. Всемирная сеть» в Израиле. Занимался продвижением российского канала «Теленяня» в израильской компании кабельных коммуникаций НОТ.

### Участие в судьбе Павла Шеремета
Заместитель главы администрации президента Белоруссии А. Г. Лукашенко Иван Пашкевич в 1997 году высказал мнение, что существовала «политическая провокация руководства ОРТ», в которой Анатолий Адамчук и Павел Шеремет были рядовыми исполнителями, а за их спинами стояли директор информационных программ ОРТ Андрей Васильев, его заместитель Григорий Ратнер и руководитель отдела репортеров СНГ Александр Шкирандо. «Связующим звеном провокации» был Владимир Фошенко.

## Награды
Григорий Яковлевич награждён рядом государственных наград, среди которых:
- Благодарность Всесоюзной государственной телерадиовещательной компании (30 сентября 1991)— за серию крупных оперативных программ с участием высших руководителей СССР и РСФСР
- медаль ордена «За заслуги перед Отечеством» II степени (16 ноября 2011) — за большие заслуги в развитии отечественного телерадиовещания и многолетнюю плодотворную деятельность
- премия «Телегранд» (2015) — за достижения в международной тележурналистике и вклад в распространение отечественных передач за рубежом[14]

## Отзывы
Вспоминает Темур Шенгелия, его друг:
Это был человек редкостной энергии и деловитости. Светлый ум, здравые мысли, скромные потребности, непоколебимая честность- вот те качества, которые сделали его, одним из лучших,, телевизионщиков’’ своего поколения. Он стоял у истоков становления современного информационного вещания в России. Его высокий профессионализм, не вызывал сомнений, даже у боевого отряда завистников, которые всегда сопровождают способных и успешных людей.
Из эпитафии дипломата Японии Акио Кавато (яп. 河東 哲夫), друга Григория:

Как тележурналист, он очень честно и порядочно вел себя. Он не был ни либералом, ни ультранационалистом. Думаю, что для него самое важное было — сохранение самостоятельного статуса информационных программ Гостелерадио СССР. Формирование и прием программы «Время» были самым ответственным делом... однажды он принял официальное приглашение правительства Японии и съездил в Японию, возглавляя маленькую теле-съемочную группу... Такой его образ с большой симпатией запечатлен в моем труде «За даль земли — Повесть об Илье» (изданном Вагриусом в 2001 году, в Японии в 2002 году издательством Soshisha Publishing Co.,Ltd.). Там Гриша фигурирует как один тележурналист по имени Апполон.
Оригинальный текст (яп.)彼はテレビマンとしても、立派な人物でした。特にリベラルとか、国家主義者というわけでもなく、多分ソ連国立テレビの報道番組の独立性を維持することが、彼にとって一番大事なことだったのでしょう。国立テレビのニュース「ヴレーミャ」の編集は、大きな責任を伴う仕事だったのです。... しかしある時彼は、日本政府の招待を受け入れ、少人数の撮影チームを率いて訪日しました。... そのような彼の姿は、私が書いた小説「遥かなる大地－イリヤ―の物語」（ヴァグリウス、2001年。日本では草思社2002年）に、好意を持って描かれています。ここではグリーシャは、アポローンという名のテレビマンとして登場します。

Шмуэль Бен-Цви, в то время директор Иновещания израильского Гостелерадио, пишет:
Мы познакомились ровно 30 лет назад, в 1990-м... Григорий Ратнер стал внедрять мысль о сотрудничестве с Израилем в руководстве «Останкино», и мне нетрудно было подготовить визит в Москву генерального директора Гостелерадио Израиля Арье Мекеля... в феврале 1991 года. В ходе этого интересного и знакового визита было подписано соглашение о сотрудничестве. Через полгода в Москву прибыл первый телекорреспондент из Израиля — Михаэль Карпин.
Борис Лемпер, адвокат и юридический консультант Первого канала. Всемирная сеть в 2006-2016 годах, отмечает:
Высший суд справедливости Израиля начиная с 2003 года последовательно рассматривал несколько исков..., поданных участниками телекоммуникационных отношений Израиля (иск Rodina Ltd и другие против Совета по кабельному и спутниковому вещанию [Израиля]...). Григорий Яковлевич, принимавший участие в работе, готовил необходимые материалы и лично участвовал в обсуждении спорных позиций на многочисленных совещаниях и доносил свое мнение до специалистов и чиновников... Во многом благодаря усилиям Григория Яковлевича Ратнера сегодня в Израиле вещают русскоязычные каналы «Наше кино», «Карусель», «Телекафе», «Время» и многие другие. 

## Публикации
- Ратнер Г. Я. Говорит и показывает Москва. Россия и Израиль // «ИсраГео» : журнал. — 2020. — 08 Октябрь.